# Osmia lazulina
Osmia lazulina là một loài Hymenoptera trong họ Megachilidae. Loài này được Benoist mô tả khoa học năm 1928.